# 1. československá fotbalová liga 1990/1991
1. fotbalovou ligu v sezoně 1990/1991 vyhrála Sparta Praha. Nováčky byly v tomto ročníku TJ Tatran Agro Prešov a SKP Spartak Hradec Králové. Sestoupily FC Nitra a FC Zbrojovka Brno. Nejlepším střelcem se stal Roman Kukleta se 17 góly ze Sparty Praha.
Po podzimu vedl ligu SKP Union Cheb, odkud poté odešel trenér Dušan Uhrin do Sparty Praha, kterou v jarní části dovedl k titulu. Byť tři kola před koncem vedla v tabulce Dunajská Streda, tak rozhodující zápas o titul se odehrál v Bratislavě mezi Slovanem Bratislava a Spartou Praha, který skončil výhrou Sparty 0:3.

## Tabulka ligy
| Poř. | Tým                                  | Z  | V  | R  | P  | VG | OG | B  |
| ---- | ------------------------------------ | -- | -- | -- | -- | -- | -- | -- |
| 1.   | TJ Sparta Praha ČKD                  | 30 | 15 | 9  | 6  | 58 | 28 | 39 |
| 2.   | ŠK Slovan Bratislava                 | 30 | 16 | 6  | 8  | 42 | 27 | 38 |
| 3.   | SK Sigma Olomouc                     | 30 | 16 | 5  | 9  | 52 | 34 | 37 |
| 4.   | TJ DAC Poľnohospodár Dunajská Streda | 30 | 12 | 11 | 7  | 39 | 36 | 35 |
| 5.   | FC Baník Ostrava                     | 30 | 14 | 4  | 12 | 50 | 34 | 32 |
| 6.   | SKP Union Cheb                       | 30 | 13 | 6  | 11 | 44 | 36 | 32 |
| 7.   | TJ Inter Slovnaft ZŤS Bratislava     | 30 | 10 | 10 | 10 | 41 | 42 | 30 |
| 8.   | ASVŠ Dukla Banská Bystrica           | 30 | 11 | 8  | 11 | 35 | 37 | 30 |
| 9.   | SK Slavia IPS Praha                  | 30 | 10 | 10 | 10 | 44 | 48 | 30 |
| 10.  | TJ Tatran Agro Prešov                | 30 | 10 | 9  | 11 | 42 | 39 | 29 |
| 11.  | ASVS Dukla Praha                     | 30 | 12 | 5  | 13 | 38 | 52 | 29 |
| 12.  | TJ Vítkovice                         | 30 | 12 | 4  | 14 | 47 | 52 | 28 |
| 13.  | FC Bohemians Praha                   | 30 | 10 | 7  | 13 | 35 | 50 | 27 |
| 14.  | SKP Spartak Hradec Králové           | 30 | 10 | 7  | 13 | 33 | 52 | 27 |
| 15.  | FC Nitra                             | 30 | 9  | 7  | 14 | 30 | 35 | 25 |
| 16.  | FC Zbrojovka Brno                    | 30 | 2  | 8  | 20 | 19 | 52 | 12 |

## Soupisky mužstev

### TJ Sparta ČKD Praha
Petr Kouba (15/0/9),
Milan Sova (8/0/3),
Jan Stejskal (7/0/2) -
Aleš Bažant (9/0),
Július Bielik (24/2),
Michal Bílek (11/1),
Ivan Čabala (13/0),
Pavel Černý (22/11),
Martin Frýdek (20/4),
Michal Horňák (9/0),
Roman Kukleta (24/17),
Vítězslav Lavička (18/3),
Tomáš Matějček (5/0),
Rudolf Matta (5/0),
Miroslav Mlejnek (22/1),
Timothy Mwitwa (7/0),
Jiří Němec (28/3),
Václav Němeček (17/1),
Jiří Novotný (27/4),
Jaroslav Pazdera (2/1),
Petr Podaný (12/0),
Horst Siegl (25/8),
Jiří Studeník (10/0),
Stephen Trittschuh (13/1),
Petr Vrabec (18/1),
Jozef Weber (6/0) -
trenér Václav Ježek (do 15. kola), Dušan Uhrin (od 16. kola), asistent Miroslav Starý

### TJ Slovan CHZJD Bratislava
Alexander Vencel (30/0/14) −
Peter Dubovský (26/7),
Miloš Glonek (29/2),
Stanislav Gorel (9/0),
Pavol Gostič (20/2),
Miroslav Hirko (30/9),
Miroslav Chvíla (21/2),
Erik Chytil (6/1),
Jozef Juriga (24/0),
Vladimír Kinder (10/2),
Ondrej Krištofík (29/2),
Ladislav Pecko (29/7),
Ivan Schulcz (8/0),
Tomáš Stúpala (29/0),
Jaroslav Timko (27/6),
Dušan Tittel (29/7),
Eugen Varga (29/0) -
trenér Dušan Galis, asistent Jozef Valovič

### TJ Sigma ZTS Olomouc
Vladimír Bubeník (13/0/5),
Luboš Přibyl (15/0/4),
Jiří Richter (2/0/1) -
Jiří Balcárek (1/0),
Alexandr Bokij (29/0),
Tomáš Čapka (1/0),
Radek Drulák (10/12),
Zdeněk Ďuriš (22/0),
Michal Gottwald (8/0),
Michal Guzik (2/0),
Roman Hanus (26/3),
Pavel Hapal (30/9),
Jan Janošťák (5/0),
Martin Kotůlek (15/0),
Pavel Kříž (8/0),
Radoslav Látal (6/0),
Oldřich Machala (28/2),
Jiří Malík (9/0),
Jan Maroši (29/9),
Petr Mrázek (21/1),
Josef Mucha (1/0),
Rudolf Muchka (16/0),
Roman Sedláček (22/6),
Miloš Slabý (28/3),
Radek Šindelář (10/2),
Jiří Vaďura (29/3) -
trenér Karel Brückner, asistent Dan Matuška

### TJ DAC Poľnohospodár Dunajská Streda
Jiří Jurčík (0/0),
Stanislav Vahala (30/0/10) -
Pavol Diňa (30/10),
Dušan Fábry (7/1),
Peter Fieber (14/3),
Tibor Jančula (28/6),
Ján Kapko (25/0),
Petr Kašpar (27/0),
Stanislav Lieskovský (12/1),
Štefan Maixner (24/4),
Marek Mikuš (22/1),
Rudolf Pavlík (30/5),
Ľubomír Plevka (10/2),
Rostislav Prokop (21/0),
Mikuláš Radványi (1/2),
Vladimír Siago (7/0),
Július Šimon (26/4),
Igor Súkenník (25/1),
Tibor Szaban (29/0),
Oldřich Škarecký (8/0),
Sergej Timofějev (4/0),
Miloš Tomáš (4/0) −
trenér Juraj Szikora, asistent Vladimír Hrivnák

### TJ Baník Ostrava OKD
Tomáš Bernady (5/0/2),
Ivo Schmucker (12/0/8),
Pavel Srniček (13/0/2) -
Radek Basta (5/0),
Jiří Časko (13/1),
Oldřich Haluska (6/0),
Dušan Horváth (17/3),
Viliam Hýravý (21/8),
Radomír Chýlek (25/5),
Roman Kaizar (2/0),
Pavel Kubánek (25/1),
Karel Kula (28/1),
Marcel Litoš (4/0),
Ivo Müller (4/1),
Radim Nečas (23/11),
Zbyněk Ollender (28/11),
Karel Orel (3/0),
Jan Palinek (10/0),
Roman Pavelka (13/1),
Petr Remeš (15/1),
Roman Sialini (27/0),
Radek Slončík (8/0),
Ivo Staš (11/0),
Petr Škarabela (28/4),
Jiří Útrata (3/0),
Dušan Vrťo (20/0),
Jiří Záleský (13/0) -
trenér Jaroslav Gürtler, asistent Erich Cviertna

### SKP Union Cheb
Jiří Krbeček (30/0/14) –
Miroslav Baček (12/0),
Gabriel Bertalan (30/8),
Jaroslav Diepold (4/0),
Robert Fiala (22/5),
Michal Horňák (14/1),
Jiří Jeslínek (7/2),
Jiří Ješeta (5/0),
Jiří Kabyl (30/10),
Martin Kalenda (25/2),
Luděk Kokoška (23/1),
Milan Kolouch (28/0),
Marcel Litoš (14/0),
Pavel Medynský (12/1),
Lumír Mistr (30/4),
Ľubomír Plevka (14/2),
Petr Podaný (14/2),
Alexandr Samuel (13/0),
Jan Sopko (23/4),
Antonín Spěvák (11/0),
Milan Šedivý (14/1),
Jozef Weber (7/0) –
trenér Dušan Uhrin (do 15. kola), Milan Šmarda (od 16. kola), asistenti Otakar Dolejš (do 15. kola), Jiří Tichý (od 16. kola)

### TJ Inter ZŤS Slovnaft Bratislava
Ladislav Molnár (16/0/5),
Gabriel Szurdi (2/0/1),
Ladislav Tóth (13/0/3) -
Milan Bagin (29/0),
Peter Bárka (16/0),
Ján Blaháč (4/0),
Viktor Dvirnyk (18/9),
José Carlos Chaves (10/1),
Ladislav Jakubec (4/0),
Miloš Jonis (23/0),
Bartolomej Juraško (29/8),
Marián Kopča (14/0),
Branislav Kubica (28/4),
Marián Ľalík (15/0),
Ľudovít Lancz (2/0),
Peter Lavrinčík (20/5),
Radovan Lazor (3/0),
Milan Lednický (22/3),
Martin Obšitník (27/4),
Gustáv Ondrejčík (11/0),
Rudolf Rehák (26/2),
Ján Stojka (17/2),
Emil Stranianek (21/0),
Vladimír Weiss (10/3) -
trenéři Jozef Adamec a Jozef Jankech, asistent Zdenko Jánoš

### ASVŠ Dukla Banská Bystrica
Norbert Juračka (30/1/9) -
Stanislav Baláž (15/1),
Radek Basta (9/0),
Miroslav Bažík (26/8),
Tibor Cvacho (21/0),
Norbert Dikacz (20/1),
Štefan Karásek (30/0),
Martin Kotůlek (15/0),
Ivan Kozák (28/0),
Milan Malatinský (26/7),
Ľubomír Pauk (26/1),
Marek Penksa (1/0),
Jozef Pisár (3/0),
Karol Praženica (24/0),
Štefan Rusnák (27/14),
Jozef Schelling (11/0),
Vladimír Sivý (18/0),
Marián Strelec (22/1),
Dušan Tóth (9/0),
Jozef Valkučák (11/0),
Vladimír Vítek (2/0),
Radoslav Zachar (4/0),
Tibor Zátek (10/0),
Karel Žárský (2/0) -
trenéři Stanislav Jarábek a Jozef Adamec, asistent Petr Pálka

### SK Slavia Praha IPS
Jaromír Blažek (5/0/0),
Zdeněk Jánoš (22/0/5),
Luboš Přibyl (3/0/0) -
Radek Bejbl (22/1),
Michal Drahorád (9/0),
Ľubomír Faktor (21/2),
Tomáš Hunal (4/0),
Luděk Klusáček (6/0),
Roman Komárek (3/0),
Jozef Krivjančin (2/0),
Pavel Kuka (27/13),
Rostislav Macháček (25/0),
Jiří Novák (16/0),
Gustáv Ondrejčík (5/0),
Martin Pěnička (26/4),
Tomáš Pěnkava (2/0),
Jiří Povišer (15/2),
Martin Procházka (7/0),
Pavel Řehák (24/7),
Jaroslav Šilhavý (23/0),
Milan Šimůnek (18/0),
Tomáš Urban (26/0),
Pavel Veniger (1/0),
František Veselý (30/8),
Josef Vinš (27/2),
Luboš Zákostelský (4/1),
Robert Žák (13/2) -
trenér Vlastimil Petržela, asistent Jindřich Dejmal

### TJ Tatran Prešov
Tomáš Bernady (15/0/4),
Miroslav Vrábel (15/0/4) -
Ľubomír Bajtoš (14/1),
Petr Čmilanský (27/1),
Jozef Daňko (28/3),
Jozef Džubara (29/2),
Peter Geroč (6/0),
Vladimír Gombár (26/4),
Jozef Kožlej (8/1),
Michail Olefirenko (17/1),
Libor Osladil (1/0),
Marián Prusák (28/3),
Marián Skalka (9/0)
Cyril Stachura (27/5),
Alojz Špak (16/1),
Ľuboš Štefan (28/1),
Milan Timko (1/0),
Štefan Tóth (25/3),
Martin Venéni (9/0),
Viliam Vidumský (26/2),
Pavol Vytykač (29/14),
Alexandr Žitkov (4/0) -
trenér Štefan Nadzam, asistent Jozef Bubenko

### ASVS Dukla Praha
Petr Kostelník (14/0/3),
Josef Novák (16/0/7) -
Günter Bittengel (24/7),
Petr Čavoš (9/1),
Ondrej Daňko (10/1),
Dušan Fitzel (18/1),
Aleš Foldyna (29/3),
Marián Chlad (20/3),
Kamil Janšta (4/0),
Pavel Karoch (7/0),
Luděk Klusáček (1/0),
Marián Kopča (14/0),
Jozef Kostelník (18/5),
Tomáš Krejčík (4/0),
Edvard Lasota (20/6),
Radoslav Látal (13/1),
Jiří Lerch (13/0),
Roman Pivarník (22/0),
Karel Rada (5/0),
Petr Rada (9/1),
Václav Rada (24/0),
Jan Saidl (4/0),
Dalibor Slezák (1/0),
Jan Suchopárek (29/6),
Zdeněk Svoboda (13/1),
Daniel Šmejkal (11/0),
Martin Váňa (4/0),
Jiří Záleský (14/2) -
trenéři Ivo Viktor a Michal Jelínek, asistent Jan Brumovský

### TJ Vítkovice
Adrián Hubek (17/0/4),
Pavol Švantner (13/0/3) -
Jan Baránek (29/6),
Jiří Bartl (27/14),
Stanislav Dostál (27/3),
Pavol Gabriš (19/0),
Alois Grussmann (30/7),
Pavel Harazim (26/0),
Miroslav Karas (16/0),
Petr Kraut (23/0),
Miloš Lejtrich (2/0),
Patrik Mičkal (11/0),
Vlastimil Molnár (15/0),
Martin Plachta (23/1),
Roland Rusňák (11/0),
Jiří Salapatek (3/0),
Valdet Shoshi (1/0),
Vlastimil Stařičný (14/0),
Marek Trval (21/10),
Marián Varga (18/2),
Jan Vožník (22/3) -
trenér Alois Sommer, asistent Jaroslav Pindor

### TJ Bohemians ČKD Praha
Radek Cimbál (5/0/0),
Petr Kouba (15/0/3),
Jozef Michálek (12/0/2) -
Libor Čihák (24/1),
Pavol Dudík (1/0),
Bedřich Hamsa (27/2),
Petr Holota (21/6),
Július Chlpík (1/0),
Miroslav Chytra (12/0),
Jaroslav Irovský (18/0),
Michal Jiráň (3/0),
Boris Kočí (14/0),
Pavel Medynský (7/0),
Vítězslav Mojžíš (23/1),
František Mysliveček (26/8),
Robert Neumann (1/0),
Jaroslav Novotný (7/0),
Michal Petrouš (28/1),
Vladimír Sadílek (16/0),
Jan Sanytrník (27/8),
Miroslav Siva (15/4),
Jiří Tymich (27/3),
Bohuš Víger (14/0),
Prokop Výravský (29/0) -
trenér Ladislav Ledecký, asistent Josef Hloušek

### SKP Spartak Hradec Králové
Luděk Jelínek (1/0/0),
Jan Musil (30/0/8) -
David Breda (8/0),
Václav Budka (8/0),
Jiří Časko (12/3),
Pavel Dobeš (10/0),
Libor Fryč (15/1),
Pavel Janeček (8/0),
Roman Janoušek (11/3),
Aleš Javůrek (24/3),
Petr Jirásko (18/1),
Petr Kafka (7/1),
Luděk Klusáček (12/2),
Miloslav Kopeček (25/3),
Jiří Kovárník (21/1),
Pavel Krs (1/0),
Aleš Nešický (25/0),
Bohuslav Pilný (1/0),
Richard Polák (29/7),
Milan Ptáček (15/0),
Roman Pučelík (1/0),
Josef Ringel (20/0),
Jan Saidl (10/0),
Michal Šmarda (10/0),
Aleš Vaněček (27/1),
Petr Veselý (22/2),
Milan Vinopal (1/0),
Robert Žák (11/4) -
trenér Jaroslav Dočkal (do 15. kola), Ladislav Škorpil (od 16. kola), asistenti Jan Poštulka (do 15. kola), Karel Krejčík

### FC Nitra
Peter Palúch (30/0/11) -
Peter Andrejco (7/0),
Miloš Belák (26/6),
Jozef Blaho (27/2),
Marián Bochnovič (21/2),
Jaroslav Dekýš (25/2),
Rastislav Fiantok (4/0),
Peter Gunda (1/0),
Michal Hipp (29/2),
Peter Hovorka (17/0),
Norbert Hrnčár (1/0),
Ivan Hucko (12/1),
Igor Klejch (28/8),
Jaroslav Kostoláni (27/0),
Jozef Majoroš (30/3),
Dušan Mášik (21/3),
Ľubomír Mihok (22/0),
Juraj Molnár (4/0),
Jozef Petráni (2/0),
Miroslav Sovič (26/0),
Róbert Tomaschek (11/0),
Ivan Vrabec (7/0) -
trenér Milan Lednický (do 18. kola), Karol Pecze (od 19. kola), asistent Ivan Horn

### FC Zbrojovka Brno
David Allert (6/0/2),
André Houška ml. (6/0/0),
Radek Rabušic (18/0/3) -
Lubomír Adler (1/0),
Marcel Cupák (1/0),
Pavel Černík (9/1),
Petr Čuhel (22/1),
Tomáš Hamřík (8/0),
Pavel Holomek (2/0),
Jindřich Chaloupka (6/0),
František Chovanec II (25/0),
Jaroslav Jakub (11/0),
Jaroslav Jeřábek (12/0),
Ihor Jurčenko (14/0),
Pavel Kobylka (15/0),
Petr Křivánek (5/0),
Miloslav Kufa (1/0),
Jaromír Loula (1/0),
Petr Maléř (25/0),
Vladimír Michal (29/0),
Jaromír Navrátil (21/0),
František Schneider (2/0),
Stanislav Schwarz (14/0),
Jurij Smotryč (11/1),
Libor Soldán (29/5),
Zdeněk Svoboda (14/2),
Radek Šindelář (13/1),
Vladimír Šeďa (7/1),
Lambert Šmíd (13/0),
Martin Špinar (5/0),
Michal Štefka (3/1),
Tomáš Šťastný (4/0),
Martin Šustáček (7/1),
Petr Tichý (1/0),
René Wagner (1/0),
Libor Zelníček (25/5) -
trenér Viliam Padúch (1. - 4. kolo, do 7. září 1990), Karol Dobiaš (5. - 30. kolo, od 7. září 1990), asistent Rostislav Václavíček.